# Drapeau et armoiries du canton de Soleure
Le drapeau et les armoiries soleuroises sont des emblèmes officiels du canton et de la ville de Soleure.

## Histoire et signification
Le canton et la ville de Soleure sont liés historiquement à Saint-Ours, membre de la légion thébaine. Aujourd'hui encore, la Cathédrale de Soleure est dédiée à ce saint. Saint-Ours, ayant échappé au Massacre de la légion thébaine, aurait été poursuivi par des émissaires de Maximien Hercule jusqu'à Soleure, torturé puis décapité à l'endroit même où se trouve actuellement la cathédrale. Différentes représentations du saint lui prête les armes de l'Abbaye territoriale de Saint-Maurice d'Agaune (et du légionnaire Saint-Maurice) qu'il avait fui, constituée d'une croix blanche tréflée sur fond rouge. 
De la bannière de Saint-Maurice ne subsistèrent que les couleurs, à savoir le rouge et le blanc. Ainsi, c'est le drapeau qui a précédé les armoiries. Les archives les plus anciennes attestant les armoiries est l'emblème sigillaire de Soleure de 1394 et l'information sur les couleurs date de 1443 sur une facture précisant le tissu rouge et blanc afin de confectionner la bannière.
L'utilisation du rouge et du blanc a été renforcée quand Saint-Ours prévint et protégea les Soleurois d'une attaque menée par Léopold Ier d'Autriche en 1318. Des Autrichiens furent emportés par les flots de l'Aar mais furent toutefois sauvés par les Soleurois. Cet événement est représenté dans les chroniques illustrées de la Chronique de Spiez de Diebold Schilling le Vieux en 1485. Le Duc, vaincu, quitta la ville et offrit une bannière carrée et identique au drapeau autrichien en remerciement à Saint-Ours pour avoir sauvé les siens. Les couleurs rouge et blanc auraient également pu donc être réutilisée en guise de fierté.
Enfin, lors de la Guerre de Gümmenen (1331-1333), le drapeau des Soleurois fut ravi par la ville de Berthoud et les documents de l'époque mentionnent déjà les couleurs rouge et blanche sans toutefois mentionner la disposition de ces dernières.

## Descriptions

### Description vexillologique
La description vexillologique du drapeau soleurois est « Coupé de rouge et de blanc ». Lorsque le drapeau est hissé, le rouge est toujours dans le champ supérieur.

### Description héraldique
La description héraldique des armoiries soleuroises est « Coupé de gueules et d'argent ». 

## Autre représentation vexillologique et héraldique
Le drapeau est également décliné sous forme d'oriflamme, soit en queue de pie, soit en base plate. L'oriflamme des cantons reprenant le drapeau cantonal dans sa partie supérieure et les couleurs cantonales dans la partie inférieure est appelée un drapeau « complet ». Pour ce drapeau, il faut veiller à ce que le rouge soit près de la hampe.

Drapeau complet soleurois

## Utilisation et mention
Les armoiries et le drapeau sont identiques, avec le rouge toujours en haut et le blanc en bas.

Les armoiries se retrouvent sur les plaques d'immatriculation arrières de véhicules enregistrés dans le canton de Soleure.

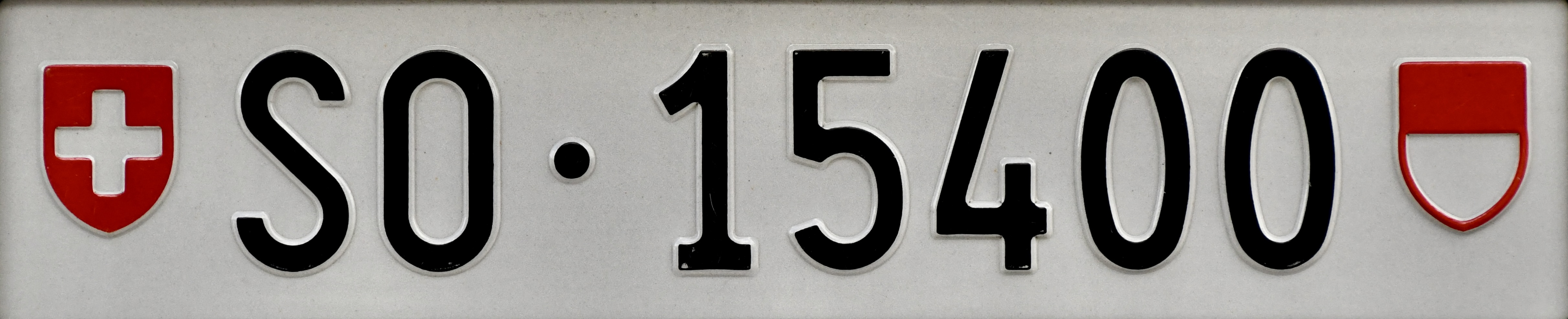
Plaque d'immatriculation arrière soleuroise.